# NGC 5230
NGC 5230 est une vaste galaxie spirale intermédiaire située dans la constellation de la Vierge. Sa vitesse par rapport au fond diffus cosmologique est de 7 150 ± 20 km/s, ce qui correspond à une distance de Hubble de 105,5 ± 7,4 Mpc (∼344 millions d'al). NGC 5230 a été découverte par l'astronome germano-britannique William Herschel  en 1784.
Les avis diffèrent sur la classification de NGC 5330, spirale barrée selon  Wolfgang Steinicke et le professeur Seligman, intermédiaire selon la base de données HyperLeda et ordinaire selon la base de données NASA/IPAC. Il y a un début de barre visible sur l'image obtenue du relevé SDSS. Ce n'est certes pas une spirale ordinaire et on pourrait soit la qualifier de spirale intermédiaire ou encore de spirale barrée.
La classe de luminosité de NGC 5230 est III et elle présente une large raie HI. Elle renferme également des régions d'hydrogène ionisé. La luminosité de NGC 5930 dans l'infrarouge lointain (de 40 à 400 µm) est égale à 3,80 × 1010 {\displaystyle L_{\odot }} (1010,58{\displaystyle L_{\odot }}) et sa luminosité totale dans l'infrarouge (de 8 à 1 000 µm) est de 5,25 × 1010 {\displaystyle L_{\odot }} (1010,72{\displaystyle L_{\odot }}).
À ce jour, six mesures non basées sur le décalage vers le rouge (redshift) donnent une distance de 24,633 ± 6,572 Mpc (∼80,3 millions d'al), ce qui est très loin à l'extérieur des valeurs de la distance de Hubble. Notons que c'est avec la valeur moyenne des mesures indépendantes, lorsqu'elles existent, que la base de données NASA/IPAC calcule le diamètre d'une galaxie.

## Supernova
La supernova SN 1970P a été découverte le 4 juin 1970 dans NGC 5230 par un dénommé Mnatskanian. Le type de cette supernova n'a pas été déterminé.

## Groupe de NGC 5230
Selon Abraham Mahtessian, NGC 5230 est membre d'un trio de galaxies qui porte son nom. Les deux autres galaxies du groupe de NGC 5230 sont NGC 5221 et NGC 5222. Il faudrait toutefois ajouter à ce trio la galaxie PGC 93122 qui est à peu près à la même distance que NGC 5222 et que l'on voit à la périphérie de cette dernière.